# 行動電話系統
行動電話系統（Mobile Telephone Service，MTS）由美國貝爾電話實驗室發展，支援半雙工通訊，是美國最早的公眾行動通訊系統（Public Mobile System）。1965年貝爾電話實驗室再推出IMTS，支援全雙工通訊。